# Ronit Elkabetz
Ronit Elkabetz (in ebraico רונית אלקבץ‎?, in arabo رونيت القبص‎?; Be'er Sheva, 27 novembre 1964 – Tel Aviv, 19 aprile 2016) è stata un'attrice, regista e sceneggiatrice israeliana di origine marocchina, che ha lavorato sia nel cinema israeliano che in quello francese..

## Biografia
Ronit Elkabetz nacque a Be'er Sheva, nel Distretto Sud di Israele, da genitori marocchini di religione ebraica e nativi di Essaouira, ed è cresciuta a Kiryat Yam. Suo padre lavorava alle poste, mentre sua madre era una parrucchiera. I genitori erano di madrelingua francese e araba, ma suo padre insisteva nell'insegnarle solo l'ebraico. La Elkabetz era la maggiore di 4 fratelli; il suo fratello più giovane, Shlomi, è diventato un regista, collaborando con la sorella per la trilogia di Viviane Amsalem.
La Elkabetz ha iniziato la sua carriera come modella. Successivamente, pur non avendo mai preso lezioni di recitazione, supera il provino per il suo debutto in Hameyu'had del 1990. In seguito recita in numerosi film israeliani e francesi, ottenendo i maggiori successi con Matrimonio tardivo (2001) e La banda (2007). 
Il film Viviane, di cui era anche regista e sceneggiatrice, fu proposto nel 2014 per rappresentare Israele ai Premi Oscar 2015, non riuscendo a ottenere la nomination. Nel 2015 viene eletta a capo della giuria della Settimana Internazionale della Critica del 68º Festival di Cannes.
È morta di cancro ai polmoni nell'aprile 2016.

## Vita privata
Il 25 giugno 2010 la Elkabetz si è sposata con l'architetto Avner Yashar, da cui ha avuto due gemelli, Shalimar e Omri.

## Filmografia

### Attrice
- Hameyu'had, regia di Daniel Wachsmann (1990)
- Eddie King, regia di Giddi Dar (1992)
- Sh'Chur, regia di Shmuel Hasfari (1994)
- La Cicatrice, regia di Haim Bouzaglo (1995)
- Milim, regia di Amos Gitai (1996)
- Origine contrôlée, regia di Ahmed Bouchaala e Zakia Tahri (2001)
- Matrimonio tardivo, regia di Dover Kosashvili (2001)
- Alila, regia di Amos Gitai (2003)
- To Take a Wife, regia di Ronit e Shlomi Elkabetz (2004)
- Or, regia di Keren Yedaya (2004)
- La banda, regia di Eran Kolirin (2007)
- Shiva, regia di Ronit e Shlomi Elkabetz (2008)
- L'Endroit idéal, regia di Brigitte Sy (2008)
- Zion and His Brother, regia di Eran Merav (2009)
- La Fille du RER, regia di André Téchiné (2009)
- Jaffa, regia di Keren Yedaya (2009)
- Cendres et sang, regia di Fanny Ardant (2009)
- Tête de turc, regia di Pascal Elbé (2010)
- Les Mains libres, regia di Brigitte Sy (2010)
- The Flood, regia di Guy Nattiv (2011)
- Invisible, regia di Michal Aviad (2011)
- Edut, regia di Shlomi Elkabetz (2011)
- Le avventure di Zarafa - Giraffa giramondo, regia di Rémi Bezançon e Jean-Christophe Lie (2012)- voce
- Viviane, regia di Ronit e Shlomi Elkabetz (2014)
- Cahiers noirs, regia di Shlomi Elkabetz (2021) - documentario postumo su di lei

### Regista e sceneggiatrice
- To Take a Wife (2004)
- Shiva (2008)
- Viviane (2014)

### Sceneggiatrice
- La Cicatrice, regia di Haim Bouzaglo (1995)

## Premi e candidature
- 1994 - Israeli Academy Award, Miglior attrice non protagonista: Sh'Chur
- 2001 - Israeli Academy Award, Miglior attrice: Matrimonio tardivo
- 2001 - Buenos Aires International Festival of Independent Cinema, Miglior attrice: Matrimonio tardivo
- 2001 - Thessaloniki International Film Festival, Miglior attrice: Matrimonio tardivo
- 2004 - FICCO, Miglior attrice: Or
- 2004 - Israeli Academy Award, Nomination miglior attrice non protagonista: Or
- 2004 - Israeli Academy Award, Nomination miglior attrice: To Take a Wife
- 2004 - Amburgo Film Festival, Premio della critica: To Take a Wife
- 2004 - Festival international du film d'amour de Mons, Miglior interpretazione femminile: To Take a Wife
- 2007 - Israeli Academy Award, Miglior attrice: La banda
- 2007 - Jerusalem Film Festival, Miglior attrice: La banda
- 2008 - Israeli Academy Award, Nomination miglior regista: Shiva
- 2008 - Jerusalem Film Festival, Premio Wolgin al miglior film israeliano: Shiva
- 2011 - Israeli Academy Award, Nomination miglior attrice: The Flood
- 2014 - Israeli Academy Award, Miglior film: Viviane
- 2015 - Golden Globe 2015, Nomination miglior film straniero: Viviane